# Astragalus burkartii
Astragalus burkartii es una especie de planta del género Astragalus, de la familia de las leguminosas, orden Fabales.
Fue descrita científicamente por I. M. Johnston.